# Bévárdi Zsombor
Bévárdi Zsombor (Siófok, 1999. január 30. –) labdarúgó, posztját tekintve támadó, az MTK Budapest játékosa.

## Pályafutása

### Klubcsapatokban
Bévárdi Zsombor szülővárosában, Siófokon ismerkedett meg a labdarúgás alapjaival a Siófoki Bányász SE-ben. 2013 januárjában először kölcsönben szerepelt a székesfehérvári Főnix Gold FC-ben, majd 2013 nyarán végleg a csapathoz szerződött. A 2014-2015-ös idényben a Puskás Akadémia FC játékosa volt, 2015 decemberében Belgiumban, a Genknél szerepelt szakmai körúton a klub meghívására . A 2016-os Puskás–Suzuki-kupán csapatával ezüstérmet szerzett, négy góljával a torna gólkirálya lett . Felcsúton két évet játszott majd 2016-ban a Videoton FC szerződtette. Itt jobbára csak a második csapatban kapott szerepet, így a következő szezont szülővárosa, a BFC Siófok csapatában töltötte kölcsönben. Itt összesen 31-szer lépett pályára a másodosztályban és egy gólt szerzett. 2018 nyarán a Vasashoz került kölcsönbe. Ahol huszonhét bajnoki mérkőzésen lépett pályára és két gólt szerzett. 2019. augusztus 9-én elfogadta a Debreceni VSC klubcsapatának az ajánlatát, és egy évre kölcsönbe került a piros-fehér klubhoz. A hajdúsági csapat később élt vételi opciójával, a 2019-2020-as szezon tavaszi felére pedig Kaposvárra adta kölcsön Bévárdit, aki hét bajnokin háromszor volt eredményes. A DVSC-ben összesen 94 tétmérkőzésen hét gólt és hat gólpasszt szerzett, majd 2024 januárjában visszaigazolt a Puskás Akadémiához. 2024 nyarán kölcsönbe az NB II-ben szereplő Budapest Honvéd labdarúgója lett.

### A válogatottban
Végigjárta a magyar utánpótlás válogatottakat. Az U17-es Európa bajnokság selejtezőiben két mérkőzésen egyszer volt eredményes. Az U19-es EB kvalifikációs sorozatában hat mérkőzésen ötször talált az ellenfelek kapujába.